# Vladimir Aleksić (reditelj)
Vladimir Aleksić (Beograd, 18. mart 1959) srpski je televizijski i pozorišni reditelj i scenarista.

## Biografija

### Obrazovanje
Pohađao je Osnovnu školu "Sveti Sava" u Beogradu i Osmu (danas Treću) beogradsku gimnaziju. Završio je i odsek klavira u Muzičkoj školi „Stanković“ u Beogradu.
Na Fakultet dramskih umetnosti upisao se 1977. godine, a diplomirao 1981. na pozorišnoj i radio režiji, u klasi profesora Miroslava Belovića  (sa asistentom Vidom Ognjenović).
Uporedo sa Fakultetom dramskih umetnosti studirao je i Istoriju umetnosti na Filozofskom fakultetu u Beogradu.

### Karijera

#### Profesionalni rad za vreme studija
Na drugoj godini studija realizovao svoju prvu profesionalnu režiju, zajedno sa tadašnjim asistentom na FDU Vladimirom Jevtovićem  u pozorištu "Pod Razno" u Studentskom Kulturnom Centru u Beogradu   ("Šumovanje" Архивирано на веб-сајту  (6. јануар 2014)). Predstava je učestvovala na Festivalu  MESS u Sarajevu.
Na trećoj godini studija, 1980. režira "Čarapu od sto petlji" u  Pozorištu Timočke Krajine  u Zaječaru, u okviru TV Festivala pozorišta Srbije. Ova predstava učestvuje na dva festivala i ulazi u republičku selekciju za Sterijino Pozorje.
Iste godine radi TV adaptaciju svoje predstave, nakon čega dobija poziv od Televizije Beograd i, kao student treće godine režije, snima svoju prvu TV dramu ("Sestre").
Diplomira predstavom "Afera Ljiljak" Aleksandra Popovića na sceni Krug 101 u Narodnom pozorištu u Beogradu.
Tokom studija objavljuje tekstove u nekoliko novina i časopisa.
Po sticanju diplome nastavlja da se aktivno bavi pozorištem.

#### Pozorišne režije
Značajnije pozorišne režije:  "Vyrozumění"  Vaclava Havela na velikoj sceni Narodnog pozorišta  u Beogradu (u vreme kada je budući predsednik Češke bio disident, pa je predstava morala da se odigra uz demarš Čehoslovačke ambasade u Beogradu),  "Disident"  Ištvana Eršija u pozorištu u Vršcu (evropska praizvedba ovog komada), "Letnji dan" Slavomira Mrožeka na sceni Krug 101 u Narodnom pozorištu u Beogradu, "Uspomene Bise herihterke" Aleksandra Popovića u alternativnom teatru "Magaza" u Knez Mihailovoj ulici u Beogradu, "Pismo", autorska adaptacija komada Vaclava Havela u pozorištu u Čačku (predstava je dobila nekoliko nagrada), "Bel Tempo" Bore Ćosića u Ateljeu 212  u Beogradu (festival MESS u Sarajevu), „Stena i kotur“  zajedno sa Aleksandrom S. Jankovićem, napisao tekst predstave - eksperimentalne forme između klasičnog pozorišta, rokenrol koncerta i stendapa, preveo i režirao "The 39 Steps", komad  Patrika Barloua nastalog na osnovu romana Džona Bakena i filma Alfreda Hičkoka...
Dobitnik je stipendije za usavršavanje od strane Kraljevske pozorišne akademije u Oslu i Univerziteta Northwestern u Čikagu (SAD). Krajem osamdesetih godina prošlog veka sve više se okreće televiziji.

#### Televizijska ostvarenja
Nakon studijskog putovanja u SAD, počinje redovno da sarađuje u emisiji iz kulture "Petkom u 22". Režira niz intervjua, autorskih priloga, tv spotova. Učestvuje u stvaranju velikog broja emisija koje se bave našom kulturnom baštinom, a zatim i kreira sopstvene televizijske forme ("K.U.L.T.", sa Predragom Perišićem kao urednikom serije).
Autor je značajnog opusa dečijeg TV programa. Sa piscem scenarija Milom Bajford realizuje 32 epizode kultne serije za decu "Metla bez drške". Serija je do 2014. doživela osamnaest repriznih emitovanja. Za Redakciju dečjeg programa TV Beograd režira dramu "Lubenice" koja nas zastupa u EBU (Europe Broadcast Union) i za koju, za uzvrat, te godine dobijamo 14 TV emisija iz Evrope. Autorsko viđenje filmskog klasika "Psiho" Alfreda Hičkoka, u specifičnoj formi TV drame za decu, odlazi na međunarodni festival u Sofiji.
Ciklus igrano-muzičkih emisija koje se na tada potpuno nov način bave klasičnom muzikom - "Korak do sna", režira početkom devedesetih. Emisija se šalje na Kanski festival.
Režirao je preko sto epizoda lutka serije "Laku noć, deco", po scenariju Vladimira Andrića. Tridesetak epizoda ove serije našlo je put do gledalaca i kroz izuzetno veliki tiraž prodatih video-kaseta, kao i kroz plasman u Finsku. Lutkama se bavio i u seriji "Šumske zavrzlame", u kojoj su uzela učešća najznačajnija imena naše glumačke i lutkarske scene.
Režirao preko sedamdeset epizoda tv serije "Andrija i Anđelka"  emitovane na TV Prva.
Režirao seriju "Mamini sinovi" (42 epizode), sitkom na osnovu australijskog originala “Mother and Son”. Autor je i adaptacije serije, zajedno sa Marijanom Vićentić.
Režirao tri sezone, 180 epizoda serije "Vrata do vrata" za kanal "Supernova", TV serije "Tate" i "Kolo sreće" za TV Prva, TV seriju "Zakopane tajne" za TV Pink. 2024/2025. piše i režira TV seriju "Izazov", za Telekom.
Svojim emisijama zastupa RTS na festivalima u Varni, Sofiji, Oslu i Kanu.

#### Rad na televizijskim inovacijama
Krajem osamdesetih, nastupa kao reditelj u timu sa nekoliko kreativnih i produkcionih saradnika i otvara vrata proboju novih televizijskih programa u vremenu u kome postoji samo jedna televizija, sa dva tv kanala. 
Realizuje alternativne TV programe "Beosat" i "Video show".
Nakon toga režira "O.K. kanal", značajan inovativni TV program koji je trideset dana emitovan iz Doma omladine Beograda. "O.K. kanal" je bio osnova otvaranja Trećeg kanala Radio Televizije Srbije, za koji je uradio osnovni koncept, programsku shemu i vizuelni identitet.
Bio je predstavnik i reditelj naših priloga u okviru Evropskog kulturnog magazina "Alisa" u kome su, pod pokroviteljstvom Evropske Unije, učestvovale televizije Nemačke, Francuske, Belgije, Italije, Švajcarske i Španije. Nakon nekoliko meseci aktivne saradnje, predstavnici ovih televizija biraju ga za reditelja projekta "Jedan dan u Evropi". Rukovodio je tv ekipama sedam zemalja i finalizirao emisiju u Francuskoj, na televiziji FR3. Emisija je imala značajno učešće na festivalu "Eurovisioni 89" u Rimu, nakon čega je uspostavio i aktivne poslovne kontakte i počeo da sarađuje sa tv stanicom MTV USA.
Septembra 1989. Odeljenje za razvoj satelitske i kablovske radio difuzije poziva ga da na međunarodnom simpozijumu u Sava Centru u Beogradu održi govor na temu "Neka programska pitanja i iskustva učešća TVB u panevropskim TV programima", nakon čega ga nekoliko nemačkih i holandskih tv kanala pozivaju na saradnju. U Francuskoj, u Tuluzi, režira deo programa Prvog Bijenala evropskog rock'n'rolla i plasira domaću muziku dovođenjem grupe "Ekatarina Velika" na ovaj festival.

#### Ostali radovi
Režira preko pedeset muzičkih spotova, a za neke od njih dobija nagrade na festivalima u Beogradu i Zagrebu. 
Za reklamni tv spot dobio je nagradu publike u Portorožu. Dve godine bio je glavni reditelj serije „Umetničko veče“ Radio televizije Srbije.
Režirao je i niz muzičkih tv emisija: tv portreta muzičara, veliki broj prenosa koncerata, serije "Garaža" i "Hit meseca", autorske emisije posvećene muzičkim stvaraocima. Kao reditelj i scenarista ili koscenarista realizuje serije tv kabarea "Nervirajte jedni druge" i "Kabare kod lude ptice", kao i seriju muzičko-igranih šou programa "Uz malu pomoć prijatelja", sa glumicom Galom Videnović i velikim brojem značajnih gostiju.
U saradnji sa UNICEF-om ostvario je projekat "S’ one strane duge" u kome je učestvovao izuzetan broj umetnika – likovnih stvaralaca, kompozitora i pevača. Prihod od ove akcije usmeren je u humanitarne svrhe. Autor je teksta pesme „S’ one strane duge“ koju su Udruženje muzičara džeza i zabavne muzike Srbije i Radio televizija Srbije 1992. godine proglasili za Pesmu godine.
Reditelj je dve hit predstave popularnog „Indeksovog pozorišta“ („Brat i mir“ i „Za šaku glasova“). Ove predstave bile su značajne u vremenu demokratskih promena u Srbiji. Novogodišnji televizijski program snimljen 1995. godine za Treći kanal RTS, sa simboličnim nazivom „Izvinite zbog prekida programa“, zabranjen je. Aleksić je bio idejni tvorac, koscenarista (sa Vojislavom Žanetićem) i reditelj ovog programa. Program nikada nije emitovan, a do danas nije pronađen originalni snimak.
Na TV B92 režirao je 25 epizoda zabavne kontakt serije „Pozovi M... ili će on tebe“, sa Dragoljubom Ljubičićem Mićkom kao protagonistom. Na TV „Pink“ režirao je sto epizoda igrane serije “Ljubav i mržnja“.
Direktor je i osnivač festivala MOBILFEST. Na ovaj festival dečijeg filma snimljenog mobilnim telefonom pristiglo je više od trista filmova sa svih krajeva Srbije.
2012. ponovo se bavi žanrovskim istraživanjima i režira „Stenu i kotur“ po svom tekstu i tekstu dr Aleksandra S. Jankovića. U pitanju je scenski događaj koji se kreće između klasičnog pozorišta, stend-ap nastupa i rokenrol koncerta.
Reditelj je i niza multimedijalnih događaja, humanitarnih akcija, modnih manifestacija i sl. Samostalni je umetnik, živi u Beogradu.

## Spoljašnje veze
- Vladimir Aleksić на веб-сајту  (језик: енглески)
- o premijeri "Stena i kotur"
- "Stena i kotur"
- "Stena i kotur"
- Beogradski Hičkok: Premijera "39 stepenika" u UK "Vuk Karadžić"
- "Mamini sinovi" Архивирано на веб-сајту  (18. јануар 2018)